# Knorkator
Knorkator est un groupe de heavy metal parodique allemand, originaire de Berlin. Il est formé en 1994, et mêle et éléments décalés.
L'esprit décalé peut être constaté quand par exemple, ils se déclarent « le plus grand groupe d'Allemagne au monde »  (en allemand : Deutschlands meiste Band der Welt) le titre de « meilleur groupe du monde » étant déjà pris par le groupe de punk rock allemand Die Ärzte. Ils se font connaître en Allemagne en 2000 avec leur chanson Ick wer zun Schwein aux qualifications nationales du Concours Eurovision de la chanson et dont le titre signifie littéralement en argot berlinois « je me transforme en cochon. »
Le groupe annonce sa séparation via une note sur MySpace le 14 juin 2008 et donne son dernier concert le 5 décembre de la même année à Berlin. La raison officielle avancée par le groupe était la volonté d'Alexander Thomas de démarrer une nouvelle vie en Thaïlande. À l'automne 2010, Stumpen (chant) annonce la reformation du groupe. Une première « petite » tournée a suivi en avril 2011 ainsi que quelques concerts dans des festivals bien connus comme le Wacken Open Air. La tournée, appelé la 77 minutes tournée, du fait de sa setlist prévu pour durer exactement 77 minutes. Leur album Es werde Nicht, publié en septembre 2011, est suivi par une grande tournée.

## Biographie

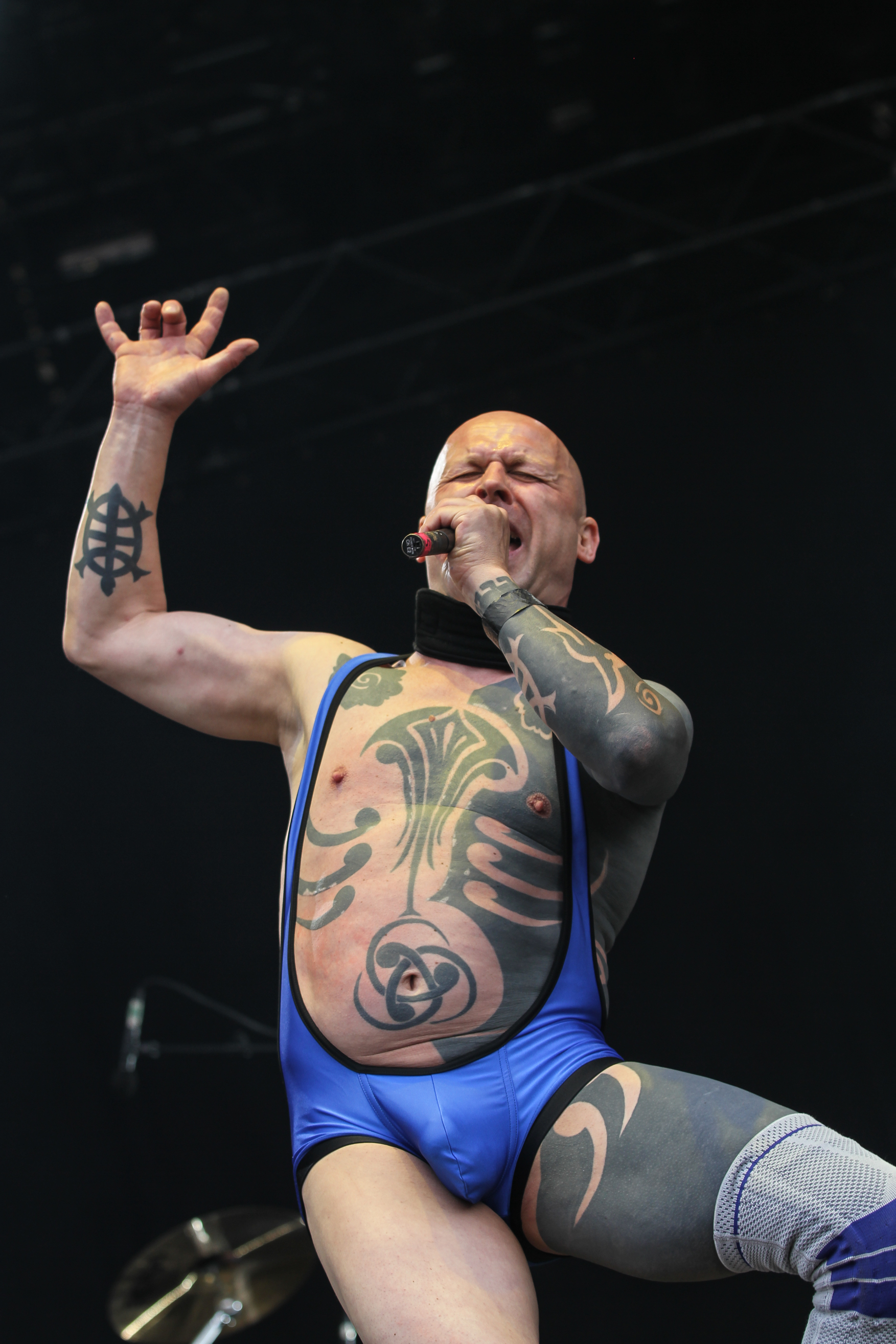
Stumpen, chanteur du groupe, au With Full Force Festival, en 2013.

Le nom Knorkator est supposé provenir du mot knorke, utilisé à Berlin et dans la région de la Ruhr et qui signifie « formidable » ou « fabuleux ». Toutefois, ce mot est tombé en désuétude et il n'en existe pas de traduction exacte. Le suffixe -ator est une allusion à la fin du nom de nombreux superhéros ou personnages de films connus pour leur puissance et/ou leur carrure impressionnante, tels que le Terminator, Gladiator, ou le Predator. Ainsi, une traduction appropriée du nom du groupe pourrait être « Formidablor », ou « Génialator », comme l'affirment les membres de Knorkator : « Nous voulions devenir les meilleurs superhéros de la musique. »
Knorkator est formé en 1994 par Alf Ator et Stumpen à Berlin. Tous deux sont d'anciens membres d'un groupe local appelé Funkreich, duquel ils se séparent à la suite de divergences musicales. Ils sont peu de temps après rejoints par le guitariste Kirk Thiele. Ensemble, ils publient un premier EP sobrement intitulé A en 1995.
Après sa signature au label Mercury Records en 2000, le groupe publie deux albums studio - Hasenchartbreaker (2000) et A Tribute to uns selbst (2001). Pour les tournées promotionnelles, ils recrutent le batteur Chrisch Chrasch. Le groupe se popularise en Allemagne, et participe au Concours Eurovision de la chanson représentant le pays, avec la chanson Ick wer zun Schwein. Le tabloïd Bild commente avec humour l'événement le lendemain : « Qui a laissé entrer ces fous ? »
En 2008 sort le DVD Weg nach unten, qui est relativement bien accueilli par la presse spécialisée,,,,. La même année, le groupe annonce sa séparation via une note sur MySpace le 14 juin, et donne son dernier concert le 5 décembre de la même année à Berlin. La raison officielle avancée par le groupe était la volonté d'Alexander Thomas de démarrer une nouvelle vie en Thaïlande.
Le 2 novembre 2010, le chanteur Stumpen annonce sur son blog le retour du groupe sur scène. En 2012, le groupe participe au festival Rockharz. Le 17 janvier 2014 sort l'album We Want Mohr.

## Style musical
Le style musical de Knorkator peut principalement être classé dans le Metal industriel, mais le groupe possède un indéniable caractère comique et décalé. La plupart des chansons part dans un registre de fausset, avec des refrains pompeux qui prennent l'allure d'hymnes tandis que les guitares utilisent massivement la distorsion et, dans un domaine plus général, le groupe utilise des samples discrets. À cause des textes humoristiques, la qualité musicale technique et artistique du groupe est souvent placée à l'arrière-plan.
Les textes sont souvent crus, mais restent toujours dans un registre comique.
- Ich lass mich klonen parle des intérêts de posséder un clone à son image, plus particulièrement au niveau du partage des efforts liés à la masturbation
- VIVA Buzz Dee est un hymne d'adoration envers le guitariste Buzz Dee
- Wie Weit ist es zum Horizont s'interroge à propos de la métaphore de la distance jusqu'à l'horizon, tentant ensuite de la calculer via des équations mathématiques.
- Komm wieder her commence comme une lamentation à propos d'un amour perdu mais laisse percevoir par la suite que le narrateur utilisait simplement sa partenaire pour effectuer les corvées domestiques
- Weg nach Unten décrit une personne dépressive qui creuse pour s'enfoncer dans la Terre. Ce qui semblait être au début une métaphore se révèle par la suite une description au premier degré : Dann kommt Licht und ein Känguruh, und ich weiß ich bin zu weit (« Alors il y a une lumière et un kangourou et je sais que je suis allé trop loin »)
- Nur mal Angenommen est un monologue se déroulant dans la tête du chanteur, dans lequel il se demande ce qui arriverait s'il était suffisamment flexible pour introduire sa tête dans son anus. La principale question qui le travaille est de savoir où il ressortirait.
- A est une chanson dont le seul texte est A/A/A/A, qui sont en fait quatre reprises d'un cri longuement distordu
- Aeger Sum semble être un chant ecclésiastique en latin, dans le style grégorien, mais une fois traduite, on s'aperçoit que les paroles ne sont qu'une énumération de noms techniques de maladies, collectés dans un dictionnaire médical.
- Franz Hose (jeu de mots autour de Franzose, en allemand : « français ») est une énumération de noms de vins et de fromages

La plupart des textes de Knorkator sont en allemand, cependant, certaines chanson sont en anglais, en thai, en latin ou en français. La plupart des chansons qui ne sont pas en allemand sont des reprises d'anciens hits, dans un style extrême et très personnel.

## Concerts
Knorkator était célébré (ou décrié) pour leurs concerts sauvages. Alf Ghanistan avait l'habitude de frapper le public avec des massues de jonglage. Ils lançaient aussi des tartines ainsi que des feuilles mortes humides vers le public. Un mixer de cuisine modifié était utilisé pour arroser le public de légumes et de fruits mixés. Dans les premiers concerts, des objets divers et variés étaient placés sur la scène et détruit durant le show par Alf ou Stumpen, principalement avec une hache ou une batte de baseball. Stumpen était aussi connu pour apparaître sur scène seulement vêtu d'un maillot de bain de femme, ou bien de sous-vêtements.
Les concerts de Knorkator sont énergiques, pour ne pas dire sauvages et généralement très chaotiques. La moitié du corps de Stumpen (chanteur) est tatouée en noir, et il joue le plus souvent vêtu d'un simple slip kangourou et le guitariste Buzz Dee est souvent traité comme étant un clone de « Big » Jim Martin.

## Membres

### Membres actuels
- Stumpen (Gero Ivers) - chant
- Alf Ator (Alexander Thomas) - composition, clavier, chant
- Buzz Dee (Sebastian Baur) - guitare (depuis 1997)
- Rajko Gohlke - basse (depuis 2011)
- Nick Aragua (Nicolaj Gogow) - batterie (depuis 2003)

### Anciens membres
- Kirk Thiele - guitare (1997)
- Chrish Chrash - batterie (2003)
- Tim Buktu (Tim Schallenberg) - basse (2003-2010)

## Discographie

### Singles
- 1998 : Böse
- 1999 : Weg Nach Unten
- 1999 : Buchstabe
- 2000 : Ick wer zun Schwein
- 2000 : Ich Lass Mich klonen
- 2000 : Komm wieder her
- 2003 : Der Ultimative Mann
- 2006 : Wir werden (alle Sterben)
- 2007 : Alter Mann
- 2007 : www.einliebeslied.com (Anton Zylinder feat. Knorkator)
- 2008 : Kinderlied
- 2016 : Sie kommen